# Paul Papp
Paul Papp (n. 11 noiembrie 1989, Dej, România) este un fotbalist român, care joacă pe post de fundaș central la Petrolul în SuperLiga României. Pe plan internațional, are prezențe la națională pentru România Sub-19, România Sub-21 și România.

## Carieră

### Cariera la club
Papp și-a început cariera la clubul din orașul natal Unirea Dej. În 2008 el a fost transferat de FC Botoșani la pachet cu Adrian Boroștean amândoi costând 80.000 de euro. Deși avea numai 18 ani a fost numit căpitanul echipei  FC Botoșani. După ce fostul antrenor Leo Grozavu a plecat la FC Vaslui ca secund pentru Viorel Moldovan a fost efectuat și transferul lui Papp la FC Vaslui. Paul a fost împrumutat de FC Vaslui șase luni la Farul Constanța, după care s-a reîntors la Vaslui unde a intrat în prima garnitură. A fost titular în finala Cupei României, sezonul 2009-2010 și a fost declarat cel mai bun jucător  al finalei de către Federația Română de Fotbal.
În 2012, Paul Papp a fost transferat de la FC Vaslui în Italia, la Chievo Verona, contra sumei de 2,5 milioane de euro, dar într-un an și jumătate a jucat foarte puțin. În 2014, el a revenit în România, fiind împrumutat la Astra Giurgiu în primăvară, iar din 31 august împrumutat la Steaua București cu opțiune de cumpărare. După câteva evoluții bune la Steaua, care l-au readus și în lotul naționalei, în data de 17 noiembrie 2014 Papp a fost transferat definitiv de clubul bucureștean pe o perioadă de cinci sezoane. În iunie 2016 semnează cu FC Wil 1900⁠.

### Cariera internațională
Pe vremea când a fost împrumutat la Farul Constanța a atras atenția prin evoluții bune fiind ulterior convocat la naționala de tineret a României. De atunci joacă ca titular.
A debutat în reprezentativa mare a României în februarie 2011, într-un meci amical împotriva Ucrainei. A marcat primul gol la națională pe 15 august 2012, într-un meci contra Sloveniei la Ljubljana, încheiat cu scorul de 4–3 în favoarea gazdelor. Pe 14 noiembrie 2014 Paul Papp a marcat o dublă în meciul tur cu Irlanda de Nord din preliminariile Campionatului European de Fotbal 2016, pe Arena Națională, golurile sale fiind singurele din acel meci și aducând victoria naționalei României.

### Goluri internaționale
| # | Data              | Stadion                              | Adversar        | Scor | Rezultat | Competiția               |
| - | ----------------- | ------------------------------------ | --------------- | ---- | -------- | ------------------------ |
| 1 | 15 august 2012    | Stadion Stožice, Ljubljana, Slovenia | Slovenia        | 1–2  | 3–4      | Meci amical              |
| 2 | 14 noiembrie 2014 | Arena Națională, București, România  | Irlanda de Nord | 1–0  | 2–0      | Preliminariile Euro 2016 |
| 3 | 14 noiembrie 2014 | Arena Națională, București, România  | Irlanda de Nord | 2–0  | 2–0      | Preliminariile Euro 2016 |

## Palmares

### Club
- Liga I

Locul 2: 2011–12
- Cupa României
  - Câștigător: 2014

Finalist: 2010

### Individual
- Cupa României
  - Cel mai bun jucător al finalei: 2010